# Wolfsburg (zámek)
Wolfsburg je jméno středověkého hradu, poprvé zmiňovaného v roce 1302, později přestavěného na zámek v renesančním stylu. Nachází se v Dolním Sasku v blízkosti později postaveného města Wolfsburgu, do jehož správy přešel do té doby privátní zámek  roku 1961.

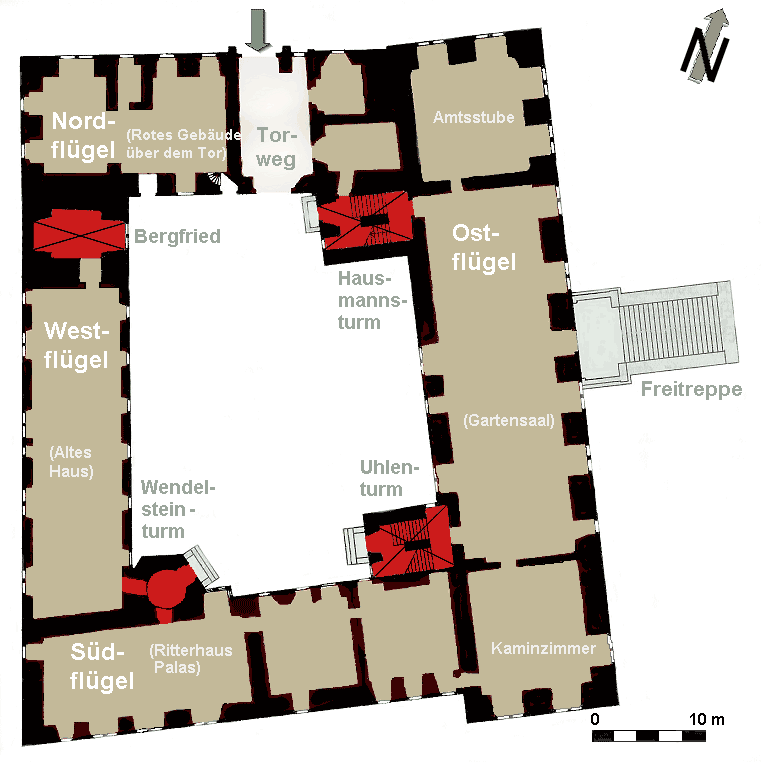
Současná podoba půdorysu zámku, věže znázorněny červeně

V dochované konfigurací architektury  tento zámek představuje příklad venkovského sídla weserské renesance. Jeho budovateli byli páni z Bartensleben. Po vymření jejich rodu roku 1742 zámek připadl hrabatům ze  Schulenburga.